# Impasse des Trois-Sœurs
Impasse des Trois-Sœurs är en återvändsgata i Quartier de la Roquette i Paris 11:e arrondissement. Impasse des Trois-Sœurs, som börjar vid Rue Popincourt 26, är uppkallad efter tvättinrättningen Trois-Sœurs, ”Tre systrar”.

## Omgivningar
- Notre-Dame-d'Espérance
- Saint-Ambroise
- Square Saint-Ambroise
- Square Maurice-Gardette
- Square Jean-Allemane
- Square Francis-Lemarque

## Kommunikationer
- Tunnelbana – linje  – Voltaire
- Busslinjerna 46, 56, 61, 69 och 76

### Webbkällor
- ”Impasse des Trois Soeurs”. Mairie de Paris. http://www.v2asp.paris.fr/commun/v2asp/v2/nomenclature_voies/Voieactu/9457.nom.htm. Läst 26 januari 2017.
- ”Impasse des Trois-Soeurs (11ème arrondissement)”. Les rues de Paris. http://www.parisrues.com/rues11/paris-11-impasse-des-trois-soeurs.html. Läst 31 januari 2017.